# Skejt

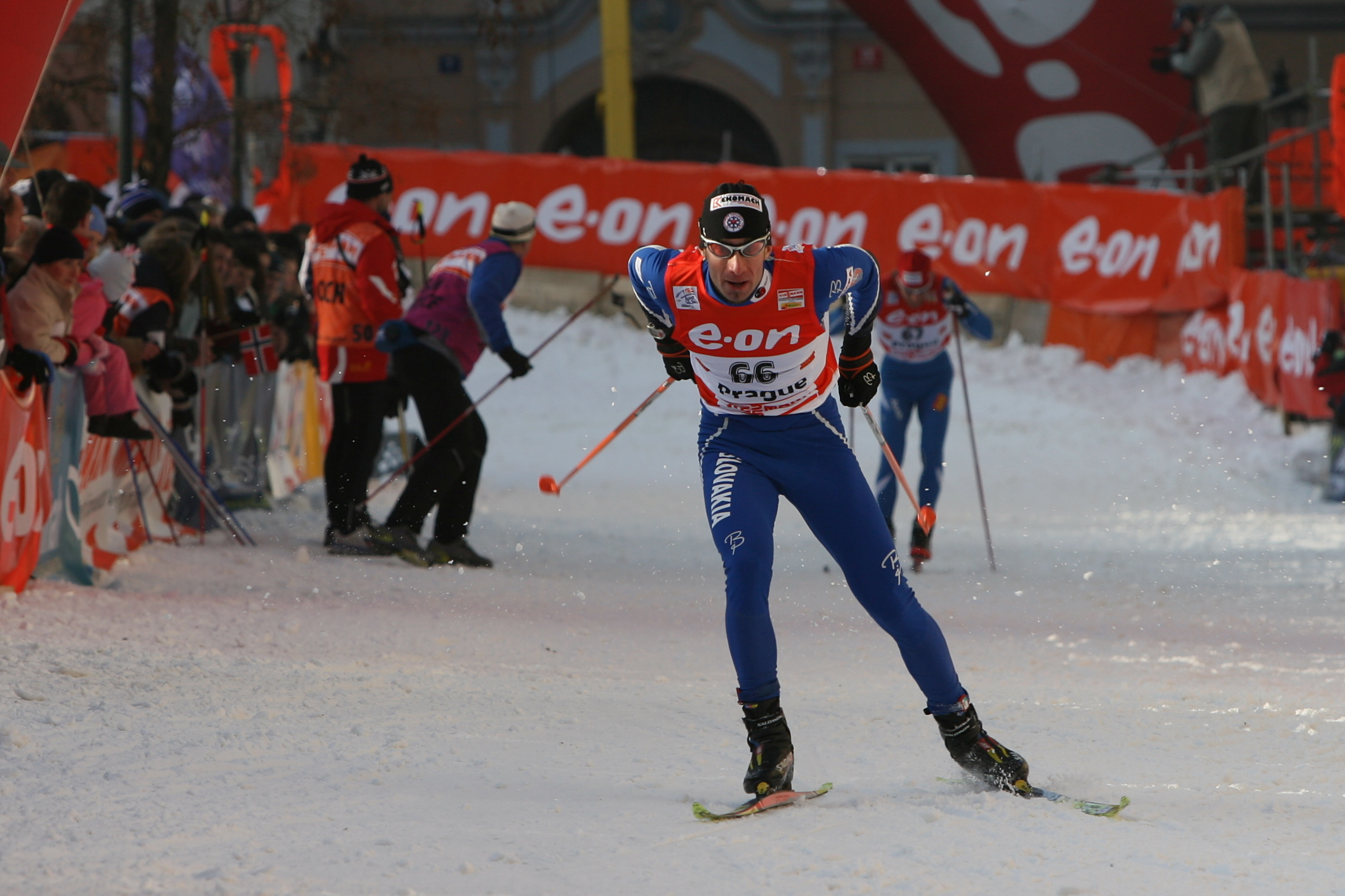
Michal Malák skejtar under Tour de Ski 2007/2008.

Skejt, skejtstil, skating eller fristil är en åkteknik inom längdåkning där åkaren rör skidorna på ett sätt som liknar rörelserna på ett par skridskor inom skridskoåkning. Tekniken är vid tävling tillåten i fristilslopp, och är i det sammanhanget klart effektivare än klassisk stil. Tekniken används i skidspår som inte är spårade för klassisk stil. Stilen populariserades i internationella tävlingar av Bill Koch genom hans framgångar i världscupen säsongen 1981/1982, sedan han sett tekniken användas vid ett långlopp i längdskidåkning i Sverige.
Historiskt har stilen tidigare uppvisats t.ex. i Östersund 1894 av skidåkaren Nijllá Mattsson Rimpi (https://www.svd.se/a/3MwzRd/nordiska-kriget-om-det-ratta-sattet-att-skida).

## Teknik
Jämfört med utrustning för klassisk stil är skidstavarna längre, pjäxorna stabilare och skidorna kortare. Skidorna har även skarpare kanter och saknar fästvalla.
Benrörelserna kombineras med huvudsakligen dubbelsidiga stavtag antingen på både höger- och vänsterskär, eller på endera. Stavföringen beror bland annat på banans lutning och på hur mycket kraft åkaren vill använda vid det tillfället. Stakning på enbart endera sidans skär används främst i uppförsbacke. I mycket branta backar används ibland en variant med enkelsidiga stavtag, "skejt-saxning", och i nedförsbackar används ibland inga stavtag alls. 
Stilen påminner om en skridskoåkares teknik när åkaren skjuter skidorna utåt framåt, samtidigt skjuts stavarna bakåt. Skidorna i denna stil är kortare än i klassisk stil medan stavarna är längre. Pjäxorna är stelare och bindningarna mindre rörliga än de som används vid klassisk åkning, eftersom man i den här stilen behöver skjuta ifrån med skidorna i sidled istället för längs med skidans åkriktning. Fristil innehåller 5 olika växlar som inom Sverige vanligtvis benämns från 1–5. Växel 1 används i branta uppförsbackar och växel 5 i utförsbackar.
| Växelnamn                                          | Motsvarar i klassisk stil | Teknik                                                    | Lämplighet                  |
| -------------------------------------------------- | ------------------------- | --------------------------------------------------------- | --------------------------- |
| Ettans växel                                       | Saxning                   | Ett stavtag görs för varje benrörelse                     | Mycket branta uppförsbackar |
| Tvåans växel Diagonalskejt, uppförskejt, paddling) | Diagonalåkning            | Dubbla stavtag snett mot ett benskär, samtidigt med detta | Medelbranta uppförsbackar   |
| Treans växel (Raketen)                             | Stakning med frånskjut    | Dubbla stavtag görs växelvis mot varje benskär            | Lite flackar uppförsbackar  |
| Fyrans växel (Flytskejt)                           | Stakning utan frånskjut   | Dubbla stavtag görs mot vartannat benskär                 | Plattåkning; lätt utför     |
| Femmans växel (Benskejt)                           | Fartställning             | Pendlande armar utan stavisättning (fartställning)        | (Lätt) utförsåkning         |

De typiska ränderna i manchestertyg har lett till en sekundär användning av ordet manchester inom längdskidåkning. Det handlar om längdspår, där en pistmaskin tryckt ner en bred åkyta – anpassad just för skejttekniken – och i den processen skapat en tillplattad och längsledes randig snöyta.

## Utbredning
Vid 1980-talets mitt övergick alltfler åkare till denna stil. Många ville däremot behålla den traditionella stilen. Lösningen inom längdskidåkningen blev att man inför säsongen världscupen säsongen 1985/1986 delade upp tävlingsformen i två olika stilar, klassisk stil respektive fristil. Inom samma tävlingsarrangemang kan man ha tävlingar i båda stilarna, och i vissa fall används båda åkstilarna i samma tävling, till exempel i skiathlon eller i stafetter. 
I övriga idrotter där längdskidåkning ingår som ett moment har den fria stilen tagit över helt, eftersom man av praktiska skäl inte vill arrangera tävlingar i båda stilarna. Det gäller skidskytte, nordisk kombination och skidorientering.